# Mad Butcher Records
Mad Butcher Records ist ein Musiklabel aus Göttingen.

## Geschichte und Ausrichtung
Das Label wurde von 1995 von Michael Wilms gegründet. Es verlegt vor allem Bands der Punk-, Oi!- und Ska-Szene. Neben Neuerscheinungen verlegt das Label auch viele Wiederveröffentlichungen von internationalen Künstler wie Laurel Aitken oder Daily Terror. Die erst LP-Veröffentlichung war Guten Tag! der Band Split Image. Black Butcher Records ist ein Sublabel von Mad Butcher Records.
Mit Microphone Mafia ist auch eine Formation aus dem Rap im Katalog der Plattenfirma vertreten. Unter anderem erschien bei Mad Butcher Records deren Album Per La Vita, auf dem auch Esther Bejarano und ihre Kinder Edna und Joram zu hören sind.
Die Plattenfirma hat seit 25. Juni 2015 die Rechtsform einer GmbH inne und trägt als solche den Firmennamen Mad Butcher GmbH. Der Sitz befindet sich in der Kurze-Geismar-Str. 6.

## Bands des Labels (Auswahl)
- Atarassiagröp (Ska, Oi!)
- Blechreiz
- Blisterhead (Punk)
- The Baboonz (Ska)
- Brigada Flores Magon[9]
- Commandantes (Punk-Rock)
- DEROZER (Punk-Rock)
- Esther Bejarano
- The Grindolls (Punk)
- Heroes & Zeros (Streetpunk)
- Klasse Kriminale
- Los Fastidios (Streetpunk)
- LUMPEN (Oi!)
- Microphone Mafia
- No Respect (Ska-Punk)[10]
- The Prowlers (Oi!)
- The Skaliners  (Ska)
- The Skatoons
- Stage Bottles
- Split Image
- Swoons
- Talco (Ska-Punk)
- Umbrella Bed (Ska)

Mad Butcher Records veröffentlicht auch Skannibal Party, eine internationale Samplerreihe von Künstlern aus der Ska- und Ska-Punk-Szene.